# Aržano
Aržano falu Horvátországban Split-Dalmácia megyében. Közigazgatásilag Cista Provóhoz tartozik. Közúti határátkelőhely a boszniai Livno felé.

## Fekvése
Splittől légvonalban 45, közúton 64 km-re keletre, községközpontjától légvonalban 8, közúton 14 km-re északkeletre, a dalmáciai Zagora szívében, Imotska krajina nyugati részén, a bosnyák határ mellett fekszik. Két nagyobb településrészből Aržanoból és Svibićből áll.

## Története
Aržano területe már a római korban is lakott volt. A területén állt a római Sarsenterum, melyet 533-ban salonai zsinaton újraalapított püspökség székhelyeként említenek. A horvátok a 7. században települtek be erre a vidékre. Területe a középkorban a radobiljai plébánia része volt, melyhez a 19. század első feléig tartozott. A plébánia központja Katunin volt. A középkorban lakossága nem volt jelentős és főként állattartással foglalkozott. A török már viszonylag korán,.1475-ben elfoglalta, melyet megerősít a korabeli török összeírás is. Ugyanebben az évben foglalja el a török a közeli Proložacot és várát, majd rajtaütött az Omiš környéki falvakon a 15. század végéig elfoglalva az észak-makarskai tengerpartot. A török uralom alatt a katolikus hívek lelki szolgálatát ferences misszionárius atyák látták el. A török uralomnak az 1718-ban megkötött pozsareváci béke vetett véget, ezután a térség visszakerült a Velencei Köztársaság uralma alá. 1721-ben Alvise Mocenigo velencei kormányzó Aržanot elválasztotta a cetinai krajinától és Imotskihoz csatolta. A velencei uralomnak 1797-ben vége szakadt és osztrák csapatok vonultak be Dalmáciába. 1806-ban az osztrákokat legyőző franciák uralma alá került, de Napóleon lipcsei veresége után 1813-ban újra az osztrákoké lett. 1849-ben megalapították az önálló aržanói plébániát hozzácsatolva Svib és Dobranje falvakat. Később ez a két település levált az aržanói plébániáról és önálló plébániájuk lett. 1857-ben 836, 1910-ben 1246 lakosa volt. 1918-ban az új szerb-horvát-szlovén állam, majd később Jugoszlávia része lett. A második világháború idején a Független Horvát Állam, majd a háború után a szocialista Jugoszlávia része lett. 1991 óta a független Horvátországhoz tartozik. 2011-ben a településnek 478 lakosa volt.

## Lakosság
| Lakosság változása | Lakosság változása | Lakosság változása | Lakosság változása | Lakosság változása | Lakosság változása | Lakosság változása | Lakosság változása | Lakosság változása | Lakosság változása | Lakosság változása | Lakosság változása | Lakosság változása | Lakosság változása | Lakosság változása | Lakosság változása |
| ------------------ | ------------------ | ------------------ | ------------------ | ------------------ | ------------------ | ------------------ | ------------------ | ------------------ | ------------------ | ------------------ | ------------------ | ------------------ | ------------------ | ------------------ | ------------------ |
| 1857               | 1869               | 1880               | 1890               | 1900               | 1910               | 1921               | 1931               | 1948               | 1953               | 1961               | 1971               | 1981               | 1991               | 2001               | 2011               |
| 836                | 917                | 1.007              | 1.120              | 1.045              | 1.246              | 1.315              | 1.231              | 1.369              | 1.356              | 1.469              | 1.379              | 1.332              | 1.110              | 754                | 478                |

## Nevezetességei
- A Mindenszentek tiszteletére szentelt római katolikus plébániatemploma 1882 és 1887 között épült szépen faragott kövekből. A templomhajó hosszúsága 17,25 szélessége 8,65 méter. Ehhez csatlakozik a négyszögletes apszis, mely 4,50 méter hosszú és 5,65 méter széles. 1943. szeptember 23-án a német megszállók felgyújtották, 1950-ben Tadija Bajić plébános ideiglenesen rozsszalmával fedette be. 1963-ig a homlokzat felett csak kis pengefalú harangtorony állt, ekkor Marendić plébános idejében építették a mai piramiszáródású harangtornyot. Ekkor cserélték ki tetőt és a tetőfedést is. A spliti Petar Marović nyolc, vörös márvánnyal burkolt pilasztert, majd 1965-ben szembemiséző oltárt épített a templomban, melyet 1965. február 25-én szentelt fel Franić érsek. Bilić plébános idejében az oltár mögé egy nagyméretű, a horvát boldogokat és szenteket ábrázoló mozaikot készítettek, mely a helyi születésű Jure Žaja akadémiai szobrászművész munkája.
- A mai templom előtt már állt a faluban a temető közepén plébániatemplom, amelyet 1919-ben bontottak le. Köveiből építették fel a halottasházat és a temetőt övező kerítést. Ez a régi templom 1771-ben épült, mely évszám a bejárat felett volt bevésve és amely a mai halottasházon látható. Ezt a templomot is megelőzte egy még régebbi, melyet náddal fedtek és amelyet 1750-ben Bizza érsek említ itteni egyházlátogatása során.